# Iglesia de Santa Lucía (Almarza)
Las iglesia de Santa Lucía se encuentra en Almarza (Provincia de Soria, Castilla y León, España).
Construida en el siglo XVI en estilo gótico que sufrió modificaciones en el siglo XVII cuando se le añadió una espaciosa capilla junto al presbiterio. La iglesia preside el centro del pueblo, destacándose por encima del conjunto de edificaciones que cierran la bella plaza de Almarza.

## Historia
Aunque de origen románico, es una iglesia del siglo XVI construida en estilo gótico utilizando piedra con aparejo de mampostería, reservando el uso de sillares para refuerzo en las esquinas, vanos y contrafuertes. Presenta una sola nave de dos tramos y capilla mayor de testero recto. Todo el espacio está cubierto por bóvedas de crucería de terceletes y combados, siendo el tramo que cubre la cabecera el más antiguo de los tres mencionados. 
Sorprende la verticalidad del edificio, acentuada por la robustez de su altiva torre de planta cuadrada y la gran
altura de la nave. La portada revela en la sobria sencillez de su traza románica, compuesta por arquivoltas de medio punto, capiteles y
baquetones, la primitiva construcción de un edificio preexistente del siglo XIII. En su interior destaca el magnífico retablo de la capilla mayor, realizado en la segunda mitad del siglo XVIII y que vino a sustituir al primitivo que en 1603 realizara Francisco Cambero de Figueroa y que está dedicado a la advocación de Santa Lucía, patrona de Almarza. 
En el primer tercio del siglo XVII se le añadió una señorial capilla de planta cuadrada cubierta con cúpula de media naranja, abierta en el muro norte del templo a la altura del presbiterio y financiada por Juan Ramírez de Almarza, caballero de Santiago y Consejo del Rey Felipe II de España, para servirle como lugar de enterramiento y en las que se pueden contemplar sus escudos nobiliarios.

## Descripción

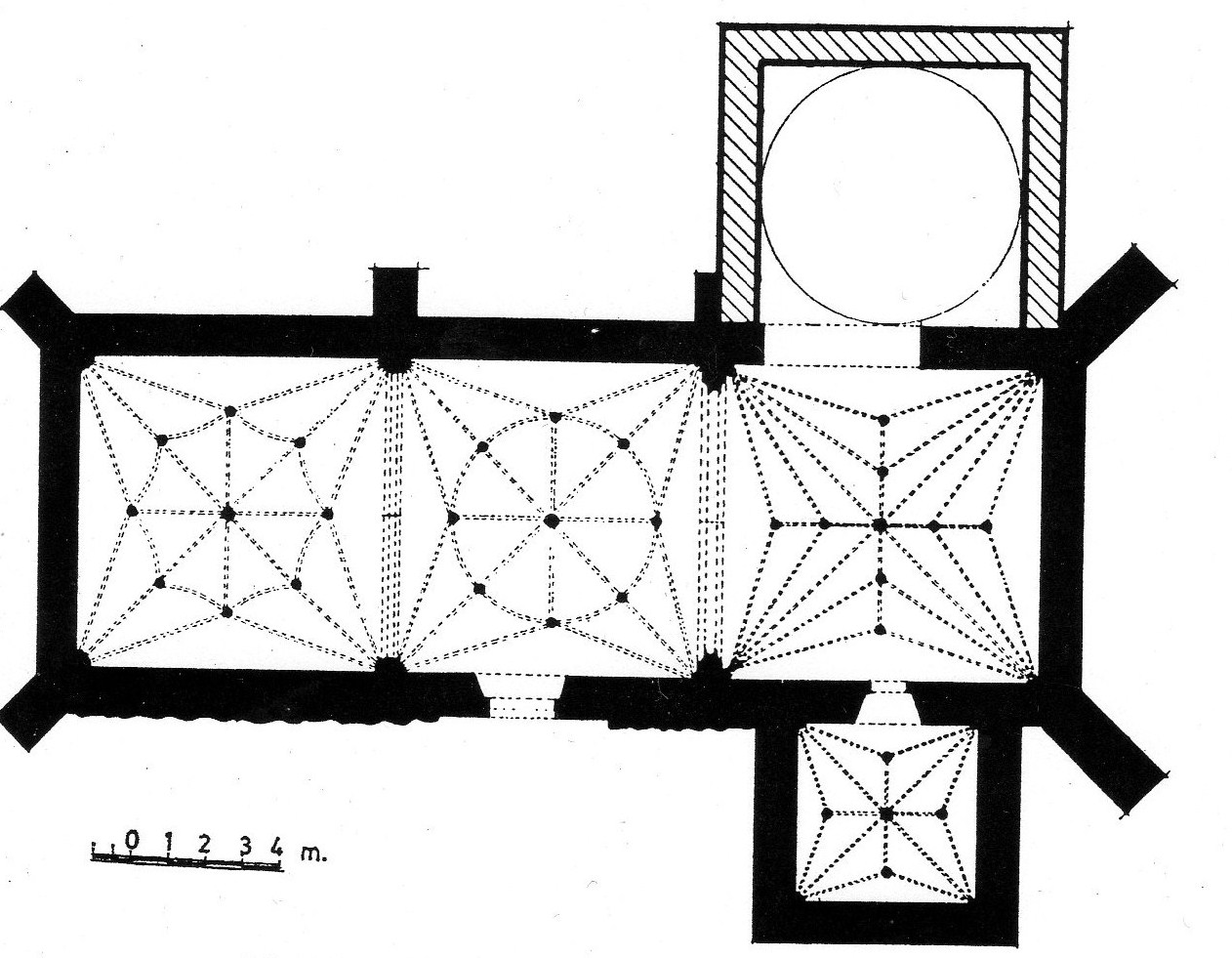
Planta de la iglesia

El edificio presenta planta de una sola nave, dividida en dos tramos y capilla de testero recto. La cubierta se realiza con bóvedas de crucería de diferente diseño.
El tramo central se cubre con Bóveda de crucería cuyos nervios se entrelazan en combados que dibujan una circunferencia en torno al polo. Muestran en sus intersecciones nueve claves. La principal se decora utilizando la iconografía tradicional del martirio de Santa Lucía, los ojos depositados sobre una bandeja. Las claves secundarias están decoradas con estrellas, cruces flordelisadas y en una de ellas se alberga la inscripción "1536", fecha en que se construyó este tramo abovedado. La plementería está resuelta en sillería con piezas bien escuadradas y dispuestas en torno a la clave principal. Parte de los nervios arrancan desde semicolumnas de fuste liso que apoyan en basas molduradas sobre alto pedestal semicilindrico mientas que otras nervaduras se embeben en ménsulas angulares, diseñadas según el gusto del gótico flamígero, con perfil poligonal de lados cóncavos.
La bóveda del tramo final se decora con combados dispuestos con arreglo a un esquema compositivo octogonal, con los lados incurvados. La clave principal contiene el mismo motivo hagiográfico que la del tramo anterior acompañadoo de una cruz y la palma del martirio. En las claves secundarias aparecen motivos flordelisados, estrellas y la inscripción "1703". por lo que podemos colegir que la factura de este tramo es muy posterior al de los otros dos siguiendo el mismo lenguaje arquitectónico. Esta bóveda, según revelan los datos extraídos del Archivo de Protocolos del AHPS, fue concertada el 30 de septiembre de 1702 con el maestro montañés Baltasar de Pontones, a quien se le obligó a terminar la obra en julio del año siguiente, bajo multa de 100 ducados, dado que al no existir en Almarza otro templo donde realizar el culto, se plasmaba el carácter de urgencia en la ejecución de las obras.
La iluminación se realiza a través de la apertura de tres ventanas en la parte alta del muro sur, una por cada tramo, así como por un óculo y una ventana abiertos en el muro occidental, donde se sitúa el coro alto.

### Capilla Mayor
La bóveda de la cabecera está confeccionada con terceletes y contraterceletes. Los nervios se encuentran en nueve claves, la central con carácter pinjante y decorada con las llaves simbólicas del Papado, mientras que en las secundarias figuran motivos florales, estrellas, la luna, una cruz flordelisada y la inscripción "Gil C" (en alusión al maestro cantero que la confeccionó) y otra con una inscripción muy reveledora: "A DXVIII" ( Año 518), que señala el año en que se erigió esta capilla 1518. Los nervios de esta bóveda presentan perfil triangular que arrancan desde soportes poligonales que presentan basas típicas del gótico final y capiteles con lados quebrados y unidos por una estrecha banda de decoración pometada. 
Los apeos del testero quedan ocultos por el monumental retablo barroco. La plementeria de la bóveda es de sillería con irregular despiece. El arco triunfal es ojival con molduración gótica constituida por escotaduras, filetes y baquetoncillos, que a través de capiteles se sección quebrada y cóncava, se prolongan a lo largo de las jambas. Las basas de los pilares ofrecen la característica versión ática del gótico tardío: dos junquillos separados por una ancha escocia.

### Capilla del Inquisidor Frey Juan Ramírez de Almarza
En el lado del Evangelio, se rasgó el muro norte a la altura de la Capilla Mayor, construyendo un gran arco de medio punto de cantería que da acceso a una capilla barroca, de planta cuadrada y cubierta con cúpula de media naranja sobre pechinas. Se trata de la capilla funeraria fundada según deseo testamentario, por don Juan Ramírez de Almarza, noble y eclesiástico natural de Almarza, Obispo electo de Cuzco y miembro "del Consejo del Rey Nuestro Señor, en el de la Suprema y General Inquisición, del Hábito de Santiago". La capilla fue encargada al arquitecto y maestro de obras Francisco Cambero de Figueroa en 1626, ya fallecido el inquisidor. 
Cambero de Figueroa, además de arquitecto y escultor fue el autor también de la construcción del retablo de Santa Lucía de la capilla mayor, cuyo dorado fue sufragado por don Juan Ramírez. En los muros exteriores de la capilla se empotraron los escudos nobiliarios del fundador, junto a la que fuera su casa-palacio natal, conteniendo el león rampante de los Ramírez, la Cruz de Santiago y dos veneras en los cantones superiores. Estas mismas armas aparecen en la parte superior de la cara interna de la cúpula y en las cartelas doradas del intradós del arco del acceso a la capilla. Se ilumina mediante ventana abierta "a pico de gorrión" en el lado oeste.

### Sacristía
Se ubica en el lado de la Epístola, junto a la cabecera, aprovechando el cuerpo bajo de la torre campanario. Se accede a través de una sencilla puerta adintelada y tiene planta cuadrada y se cubre con bóveda de terceletes de cinco claves, decoradas con rosas y estrellas. Los nervios arrancan de ménsulas en cuarto de Bocel con molduración renacentista. Se ilumina mediante una ventana abierta en el muro sur.

### Torre
La altiva torre campanario se sitúa en el lado sur, junto al pórtico de acceso al templo, es de sección cuadrada y alberga en el piso bajo la Sacristía que comunica con el interior de la iglesia, teniendo otro acceso lateral y exterior al campanario. Alberga el cuerpo de campanas en tres de sus cuatro lados.